# Hall of Fame Tennis Championships 2008
L'Hall of Fame Tennis Championships 2008 (conosciuto anche come Campbell's Hall of Fame Tennis Championships per motivi di sponsorizzazione) 
è stato un torneo di tennis giocato sull'erba. 
È stata la 33ª edizione dell'Hall of Fame Tennis Championships,
che fa parte della categoria International Series nell'ambito dell'ATP Tour 2008.
Si è giocato all'International Tennis Hall of Fame di Newport negli Stati Uniti, dal 7 al 13 luglio 2008.

## Campioni

### Singolare
Fabrice Santoro ha battuto in finale  Prakash Amritraj con il punteggio di 6–3, 7–5

### Doppio
Mardy Fish /  John Isner hanno battuto in finale  Rohan Bopanna /  Aisam-ul-Haq Qureshi con il punteggio di 6–4, 7–6(1)